# Fabril Esporte Clube
O Fabril Esporte Clube é um clube brasileiro de futebol, da cidade de Lavras, no estado de Minas Gerais.
Fundado em 2 de setembro de 1932, manda seus jogos no Estádio Municipal Coronel Juventino Dias, com capacidade para 5.000 pessoas. Teve grande destaque no cenário mineiro no final da década de 1980. Em 1988 disputou a Série C do Campeonato Brasileiro.

## História
O Fabril Esporte Clube foi fundado em 2 de setembro de 1932, por uma equipe formada por funcionários da Companhia Fabril Mineira com objetivo de proporcionar momentos de lazer para os colaboradores e suas famílias. O campo para os jogos foi construído em terreno da própria empresa e pouco tempo depois teve de ser reestruturado para receber o público.
No dia 31 de julho de 1988, o Fabril Esporte Clube sagrou-se Campeão Mineiro do Interior, título mais importante da história do alvinegro lavrense. A conquista foi o ponto alto de uma década de ouro para o Fabril, marcada ainda pela conquista do Módulo II do Campeonato Mineiro de 1984, por um 5º lugar geral no Campeonato Mineiro de 1986 e pela disputa do Campeonato Brasileiro da Série C de 1989. 
Na grande decisão pelo título de campeão do interior, o Fabril derrotou o Valeriodoce por 1 a 0 em partida disputada no Estádio Juventino Dias. A formação alvinegra nessa partida contou com: Júlio César; Amarildo (Beca), Cláudio, Tobias, Rogério; Cartola, Chimbica (Jefferson), Geovane; Mauro, Edilson e Betinho, sob o comando do técnico Brandão.
Desde 2009, o Fabril não disputa nenhuma divisão do Campeonato Mineiro.

## Títulos
| ESTADUAIS  | ESTADUAIS                              | ESTADUAIS | ESTADUAIS                                  |
|            | Competição                             | Títulos   | Temporadas                                 |
| ---------- | -------------------------------------- | --------- | ------------------------------------------ |
|            | Campeonato Mineiro - Módulo II         | 1         | 1984                                       |
|            | Campeonato Mineiro do Interior         | 1         | 1988                                       |
| MUNICIPAIS |                                        |           |                                            |
|            | Competição                             | Títulos   | Temporadas                                 |
|            | Campeonato da Liga Esportiva de Lavras | 7         | 1953, 1956*, 1958, 1979, 1980, 1981 e 1987 |
|            | Taça Cidade de Lavras                  | 1         | 1949                                       |
|            | Torneio Geraldo Moreira dos Santos     | 1         | 1957                                       |

Obs.: *Título dividido com a Olímpica.

### Campanhas de destaque
- Campeonato Mineiro - Segunda Divisão: 1 vice-campeonato (1997).

## Desempenho

### Campeonato Mineiro de Futebol
|  | Primeira Divisão e Módulo I                                                                      |
|  | Módulo II                                                                                        |
|  | Primeira Divisão de Profissionais (1961-1968), Divisão de Acesso (1969), Segunda Divisão (1981-) |
|  | Terceira Divisão                                                                                 |

### Últimas Campanhas no Campeonato Mineiro de Futebol da Segunda Divisão
| Ano  | Pts | J  | V  | E | D | GP | GC | SG  | %    | Classificação |
| ---- | --- | -- | -- | - | - | -- | -- | --- | ---- | ------------- |
| 2006 | 13  | 10 | 3  | 4 | 3 | 15 | 11 | 4   | 43,3 | 10.º          |
| 2007 | 12  | 8  | 3  | 3 | 2 | 12 | 11 | 1   | 50   | 11.º          |
| 2008 | 34  | 18 | 10 | 4 | 4 | 32 | 19 | 13  | 62,9 | 3.º           |
| 2009 | 6   | 10 | 2  | 0 | 8 | 9  | 33 | -24 | 20   | 13.º          |

## Ranking da CBF
- Posição: 350.º (2011)
- Pontuação: 1 ponto

Ranking criado pela Confederação Brasileira de Futebol que pontua todos os times do Brasil.